# Mistrovství světa v rychlobruslení ve sprintu žen
Mistrovství světa v rychlobruslení ve sprintu žen je každoročně pořádáno Mezinárodní bruslařskou unií od roku 1970 společně s mužským šampionátem. Závodí se ve dvou dnech, každý den závodnice absolvují závod na 500 m a na 1000 m. Časy se pomocí samalog systému přepočítají na body a vyhrává závodnice s nejmenším počtem bodů.

## Medailistky
| Rok                                                                | Místo          | Zlato                           | Stříbro                          | Bronz                      |
| ------------------------------------------------------------------ | -------------- | ------------------------------- | -------------------------------- | -------------------------- |
| 1970                                                               | West Allis     | Ljudmila Titovová               | Nina Statkevičová                | Atje Keulenová-Deelstraová |
| 1971                                                               | Inzell         | Ruth Schleiermacherová          | Anne Henningová                  | Dianne Holumová            |
| 1972                                                               | Eskilstuna     | Monika Pflugová                 | Dianne Holumová                  | Ljudmila Titovová          |
| 1973                                                               | Oslo           | Sheila Youngová                 | Atje Keulenová-Deelstraová       | Monika Pflugová            |
| 1974                                                               | Innsbruck      | Leah Poulosová                  | Atje Keulenová-Deelstraová       | Monika Pflugová            |
| 1975                                                               | Göteborg       | Sheila Youngová                 | Heike Langeová                   | Cathy Priestnerová         |
| 1976                                                               | Západní Berlín | Sheila Youngová                 | Leah Poulosová                   | Sylvia Burkaová            |
| 1977                                                               | Alkmaar        | Sylvia Burkaová                 | Leah Poulosová                   | Haitske Pijlmanová         |
| 1978                                                               | Lake Placid    | Ljubov Sadčikovová              | Beth Heidenová                   | Erwina Ryśová-Ferensová    |
| 1979                                                               | Inzell         | Leah Poulosová-Muellerová       | Beth Heidenová                   | Christa Rothenburgerová    |
| 1980                                                               | West Allis     | Karin Enkeová                   | Leah Poulosová-Muellerová        | Beth Heidenová             |
| 1981                                                               | Grenoble       | Karin Enkeová                   | Taťjana Tarasovová               | Natalja Petrusjovová       |
| 1982                                                               | Alkmaar        | Natalja Petrusjovová            | Karin Buschová                   | Monika Pflugová            |
| 1983                                                               | Helsinky       | Karin Enkeová                   | Natalja Petrusjovová             | Christa Rothenburgerová    |
| 1984                                                               | Trondheim      | Karin Enkeová                   | Valentina Lalenkovová            | Natalja Glebovová          |
| 1985                                                               | Heerenveen     | Christa Rothenburgerová         | Angela Stahnkeová                | Erwina Ryśová-Ferensová    |
| 1986                                                               | Karuizawa      | Karin Kaniaová                  | Christa Rothenburgerová          | Bonnie Blairová            |
| 1987                                                               | Sainte-Foy     | Karin Kaniaová                  | Bonnie Blairová                  | Christa Rothenburgerová    |
| 1988                                                               | West Allis     | Christa Rothenburgerová         | Karin Kaniaová                   | Bonnie Blairová            |
| 1989                                                               | Heerenveen     | Bonnie Blairová                 | Christa Ludingová                | Seiko Hašimotová           |
| 1990                                                               | Tromsø         | Angela Haucková-Stahnkeová      | Bonnie Blairová                  | Christine Aaftinková       |
| 1991                                                               | Inzell         | Monique Garbrechtová            | Jie Čchiao-po                    | Christine Aaftinková       |
| 1992                                                               | Oslo           | Jie Čchiao-po                   | Bonnie Blairová                  | Christa Ludingová          |
| 1993                                                               | Ikaho          | Jie Čchiao-po                   | Bonnie Blairová                  | Oxana Ravilovová           |
| 1994                                                               | Calgary        | Bonnie Blairová                 | Angela Haucková-Stahnkeová       | Süe Žuej-chung             |
| 1995                                                               | Milwaukee      | Bonnie Blairová                 | Oxana Ravilovová                 | Franziska Schenková        |
| 1996                                                               | Heerenveen     | Chris Wittyová                  | Edel Therese Høisethová          | Franziska Schenková        |
| 1997                                                               | Hamar          | Franziska Schenková             | Süe Žuej-chung                   | Chris Wittyová             |
| 1998                                                               | Berlín         | Catriona LeMayová-Doanová       | Sabine Völkerová                 | Chris Wittyová             |
| 1999                                                               | Calgary        | Monique Garbrechtová            | Catriona LeMayová-Doanová        | Sabine Völkerová           |
| 2000                                                               | Soul           | Monique Garbrechtová            | Chris Wittyová                   | Marianne Timmerová         |
| 2001                                                               | Inzell         | Monique Garbrechtová-Enfeldtová | Eriko Sanmijaová                 | Catriona LeMayová-Doanová  |
| 2002                                                               | Hamar          | Catriona LeMayová-Doanová       | Andrea Nuytová                   | Anželika Kotjugová         |
| 2003                                                               | Calgary        | Monique Garbrechtová-Enfeldtová | Cindy Klassenová                 | Šihomi Šinjaová            |
| 2004                                                               | Nagano         | Marianne Timmerová              | Anni Friesingerová               | Jennifer Rodriguezová      |
| 2005                                                               | Salt Lake City | Jennifer Rodriguezová           | Anželika Kotjugová               | Sabine Völkerová           |
| 2006                                                               | Heerenveen     | Světlana Žurovová               | Wang Man-li                      | Chiara Simionatová         |
| 2007                                                               | Hamar          | Anni Friesingerová              | Ireen Wüstová                    | Cindy Klassenová           |
| 2008                                                               | Heerenveen     | Jenny Wolfová                   | Anni Friesingerová               | Annette Gerritsenová       |
| 2009                                                               | Moskva         | Wang Pej-sing                   | Jenny Wolfová                    | Jü Ťing                    |
| 2010                                                               | Obihiro        | I Sang-hwa                      | Sajuri Jošiiová                  | Jenny Wolfová              |
| 2011                                                               | Heerenveen     | Christine Nesbittová            | Annette Gerritsenová             | Margot Boerová             |
| 2012                                                               | Calgary        | Jü Ťing                         | Christine Nesbittová             | Čang Chung                 |
| 2013                                                               | Salt Lake City | Heather Richardsonová           | Jü Ťing                          | I Sang-hwa                 |
| 2014                                                               | Nagano         | Jü Ťing                         | Čang Chung                       | Heather Richardsonová      |
| 2015                                                               | Astana         | Brittany Boweová                | Heather Richardsonová            | Karolína Erbanová          |
| 2016                                                               | Soul           | Brittany Boweová                | Heather Richardsonová-Bergsmaová | Jorien ter Morsová         |
| 2017                                                               | Calgary        | Nao Kodairaová                  | Heather Bergsmaová               | Jorien ter Morsová         |
| 2018                                                               | Čchang-čchun   | Jorien ter Morsová              | Brittany Boweová                 | Olga Fatkulinová           |
| 2019                                                               | Heerenveen     | Nao Kodairaová                  | Miho Takagiová                   | Brittany Boweová           |
| 2020                                                               | Hamar          | Miho Takagiová                  | Nao Kodairaová                   | Olga Fatkulinová           |
| Od roku 2021 se Mistrovství světa ve sprintu koná v sudých letech. |                |                                 |                                  |                            |
| 2022                                                               | Hamar          | Jutta Leerdamová                | Femke Koková                     | Vanessa Herzogová          |

## Medailové pořadí závodnic
V tabulce jsou uvedeny pouze závodnice, které získaly nejméně dvě zlaté medaile.
| Pořadí | Jméno                               | Zlato | Stříbro | Bronz | Celkem |
| ------ | ----------------------------------- | ----- | ------- | ----- | ------ |
| 1.     | Karin Enkeová-Kaniaová              | 6     | 2       | 0     | 8      |
| 2.     | Monique Garbrechtová-Enfeldtová     | 5     | 0       | 0     | 5      |
| 3.     | Bonnie Blairová                     | 3     | 4       | 2     | 9      |
| 4.     | Sheila Youngová                     | 3     | 0       | 0     | 3      |
| 5.     | Leah Poulosová                      | 2     | 3       | 0     | 5      |
| 6.     | / Christa Ludingová-Rothenburgerová | 2     | 2       | 4     | 8      |
| 7.     | Brittany Boweová                    | 2     | 1       | 1     | 4      |
| 7.     | Jü Ťing                             | 2     | 1       | 1     | 4      |
| 7.     | Catriona LeMayová-Doanová           | 2     | 1       | 1     | 4      |
| 10.    | Jie Čchiao-po                       | 2     | 1       | 0     | 3      |
| 10.    | Nao Kodairaová                      | 2     | 1       | 0     | 3      |

## Medailové pořadí zemí
| Pořadí | Země             | Zlato | Stříbro | Bronz | Celkem |
| ------ | ---------------- | ----- | ------- | ----- | ------ |
| 1.     | USA              | 13    | 16      | 9     | 38     |
| 2.     | Východní Německo | 10    | 6       | 3     | 19     |
| 3.     | Německo          | 9     | 5       | 9     | 23     |
| 4.     | Čína             | 5     | 5       | 3     | 13     |
| 5.     | Kanada           | 4     | 3       | 4     | 11     |
| 6.     | Nizozemsko       | 3     | 6       | 9     | 18     |
| 7.     | Sovětský svaz    | 3     | 4       | 3     | 10     |
| 8.     | Japonsko         | 3     | 4       | 2     | 9      |
| 9.     | Rusko            | 1     | 1       | 3     | 5      |
| 10.    | Jižní Korea      | 1     | 0       | 1     | 2      |
| 11.    | Bělorusko        | 0     | 1       | 1     | 2      |
| 12.    | Norsko           | 0     | 1       | 0     | 1      |
| 13.    | Polsko           | 0     | 0       | 2     | 2      |
| 14.    | Česko            | 0     | 0       | 1     | 1      |
| 14.    | Itálie           | 0     | 0       | 1     | 1      |
| 14.    | Rakousko         | 0     | 0       | 1     | 1      |